# Pseudoborniopsida
Pseudoborniopsida je vymřelá třída vyšších (cévnatých) rostlin z oddělení přesličky (Equisetophyta). Někteří autoři, jako třeba Hendrych (1977), je řadili do třídy Hyeniopsida. na Zemi se vyskytovaly v devonu, pak vymřely. Zařazení mezi přesličky není úplně jisté. Byly to stromy až 20 m vysoké. Stonek se několikanásobně (3 násobně) větvil, větve vždy po 1-2 z uzliny. Listy byly vždy po 4 v přeslenu na konci větví, byly hluboce 2x-3x větvené k bázi. Strobily sporangioforů byly značně rozvolněné. Je znám řád Pseudoborniales, čeleď Pseudoborniaceae, rod Pseudobornia.